# Opération Bashaer al-Kheir
Pour les articles homonymes, voir Kheir.
Guerre d'Irak
L'opération Bashaer al-Kheir ((en) : Augurs of Prosperity/Promise of Good, (fr) : Promesse du bien) est une opération militaire de contre-insurrection menée par les forces de sécurité irakiennes et les forces armées des États-Unis à partir du 29 juillet 2008 dans la province de Diyala contre la guérilla irakienne et spécialement l'État islamique d'Irak (EII) durant la guerre d'Irak.

## Objectifs et moyens

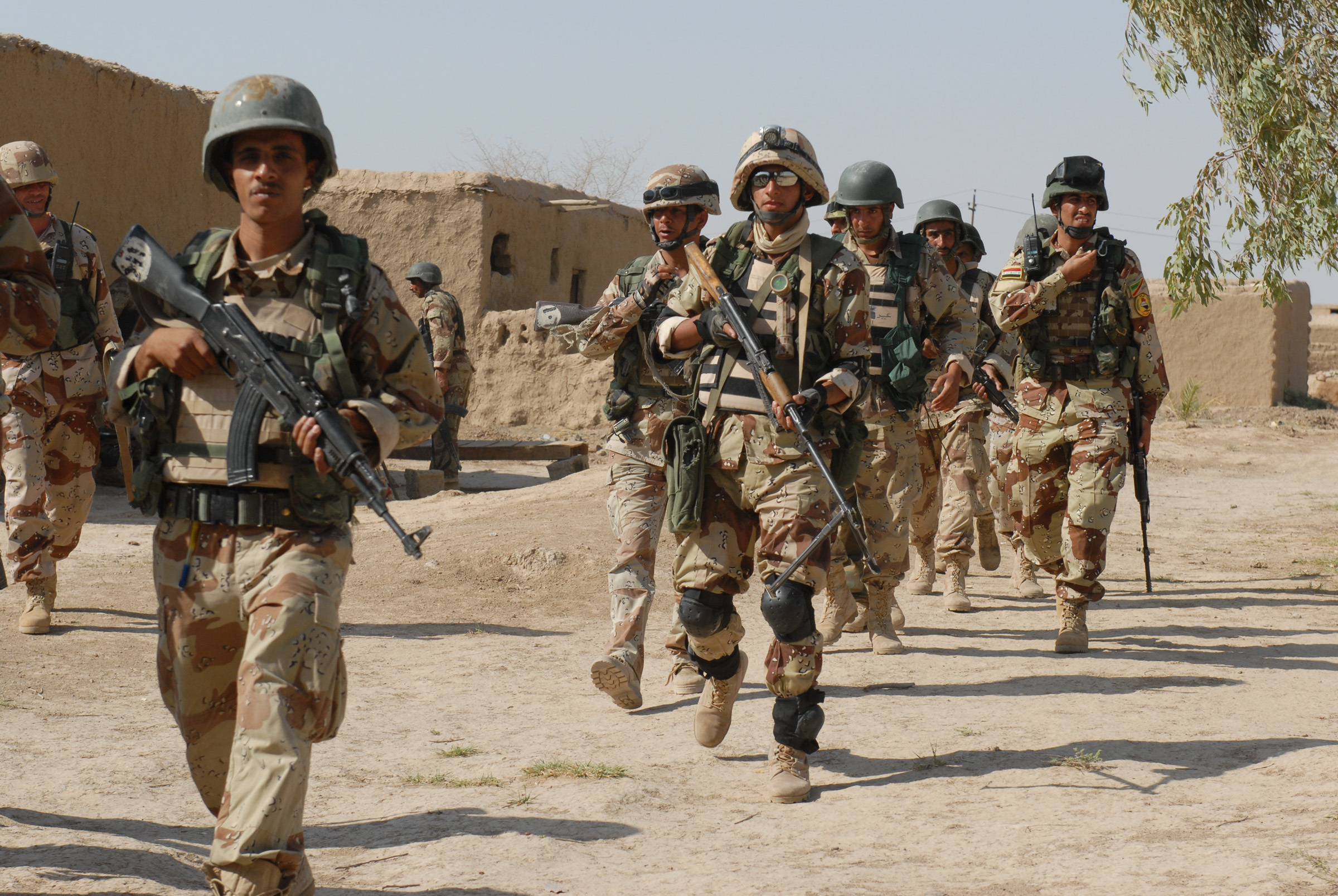
Des hommes de la 5e division irakienne le 25 juillet 2008.

Environ 50 000 militaires et policiers irakiens sont déployés pour cette opération dont la 1re division et la 5e division de l'armée irakienne ainsi que 3 000 militaires américains du 2e régiment de cavalerie et du 3e régiment blindé de cavalerie des États-Unis (nom de code pour les forces armées des États-Unis: Operation Iron Pursuit).
Elle doit permettre l'améliorer la sécurisation de cette province qui était dans ce que les médias ont appelé le triangle sunnite, une zone où la guérilla faisait rage, et elle la continuation d'une stratégie en cours depuis 2007 dont l'opération Omen of Good. Ce type de vastes opérations inscrite dans la durée s'accompagnent d'opérations spéciales de ciblage des responsables insurgés et terroristes. Il s'agit aussi avec ses démonstrations de force pour le gouvernement central du premier ministre Nouri al-Maliki de s'imposer sur la scène politique face aux multiples partis et acteurs de la société de ce pays dont les kurdes irakiens dont les peshmergas contrôlent militairement une partie de la région.

## Chronologie

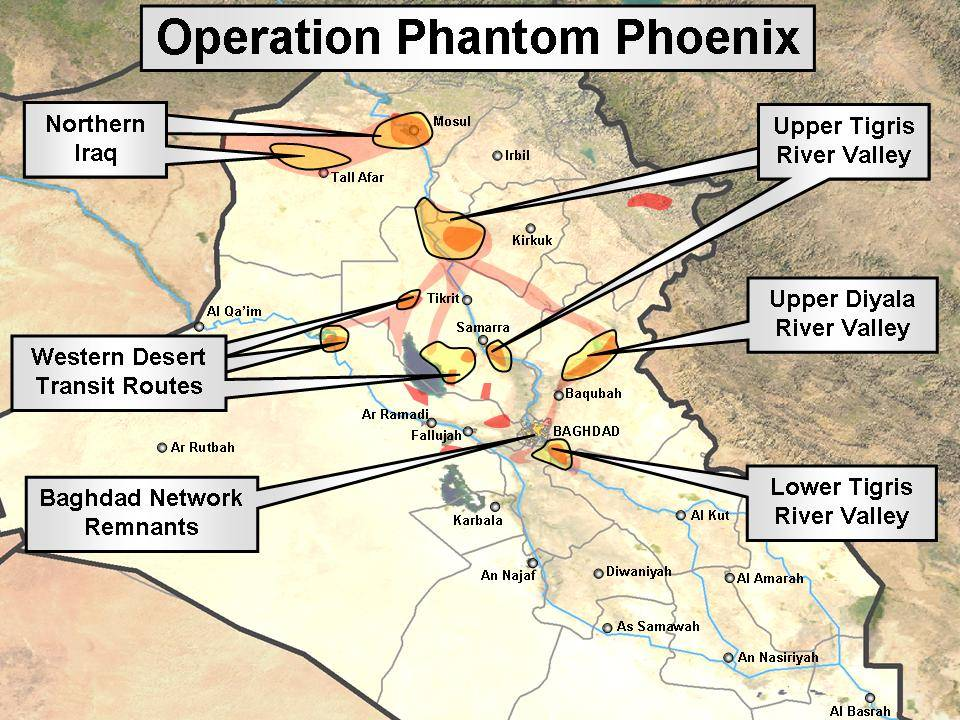
Carte situant les principales zones d'opérations durant Phantom Phoenix en janvier 2008; En rose et rouge, les principales zones d'activités de la guérilla irakienne à cette date.

- janvier-avril 2007 : des opérations de harcèlement sont menées contre les sanctuaires de l'EII situés à proximité de Bagdad. Une tentative de sécurisation durable a lieu dans le village de Turki au sud de la province.
- avril-juin 2007 : le harcèlement se poursuit par des actions préparatoires, lesquelles consistent essentiellement à harceler l'EII dans le cœur de Bakouba (la capitale provinciale déclarée “capitale du califat” en février 2007) et autour de celle-ci.
- en juillet-août 2007 : l’opération Arrowhead Ripper vise à nettoyer Bakouba, la route de Bagdad vers le sud, la route qui mène de Bakouba à Tikrit et Mossoul, tout en interdisant l’accès de la ville en provenance du nord-est (vallée de la Diyala, sanctuaire de Mouqdadiyah[28] et de la « corbeille à pain »).
- entre septembre 2007 et janvier 2008, la région de Mouqdadiyah est nettoyée à son tour, tandis que la police locale et les “Fils de l’Irak” tiennent une partie des régions les plus sécurisées (Bakouba notamment);
- entre le 8 janvier 2008 et mai 2008, la “corbeille à pain” est sécurisée à son tour lors l'opération Phantom Phoenix (en), des actions de très haute intensité s'étendant dans plusieurs régions le nord de l'Irak
- depuis juillet 2008, les restes de l'EII sont pourchassés dans la région située au nord et à l’est du lac Hamrin (en) et de la chaîne d'Harmin. Il s’agit d’interdire la circulation des insurgés vers le Nord (Tikrit/Mossoul) et le sud-ouest (réinfiltration de Bakouba). Ceux-ci sont donc confinés aux zones frontalières avec l’Iran où la population est majoritairement chiite ou kurde et où il est quasi impossible de reconstituer des réseaux dans un environnement sécurisé[29].

Il s’agit  là de la “tache d’huile” ayant conduit au confinement de l'EII. À chaque fois, les opérations de sécurisation ont été précédées d’actions préparatoires de harcèlement relevant de ce principe de “pression dissuasive”.

## Bilan de l'opération
Selon le ministère irakien de la Défense, au 13 août 2008, cette opération est accomplie à 50 %. 663 personnes recherchées ont été arrêtées dont 42 membres importants d'AQI, 1 263 familles déplacés ont pu retourner à leurs domiciles,. Au 29 août, on annonce un total de 800 arrestations dont une cinquantaine de membres d'AQI et une forte amélioration de la sécurité. Parmi les arrestations importantes, il y a celle le 4 août 2008 de Basem al-Safaah, le dirigeant de l'EII dans la province de Diyala. Au 6 octobre 2008, le département de la Défense des États-Unis annonce une baisse de 60 % des attaques violentes par rapport à 2007 dans le nord de l'Irak
Hors cette opération spécifique, les arrestations ciblées effectuées contre les leaders miliciens sunnites, s'opposant à l'insurrection armée mais adversaires politiques du gouvernement central, s’intensifient dans la province de Diyala, en dépit des tentatives de l’assemblée provinciale pour soutenir les “Fils de l’Irak”.
Les forces américaines anticipant leur départ augmentent l’entraînement des forces irakiennes et accélèrent les projets de réhabilitation de la province.